# Parlamentswahlen in Niger 1993
Die Parlamentswahlen in Niger 1993 fanden am 14. Februar 1993 statt. Gewählt wurden die 83 Abgeordneten der Nationalversammlung Nigers. Es handelte sich um die ersten Mehrparteienwahlen seit der Unabhängigkeit des Landes im Jahr 1960.

## Hintergrund
Die zuletzt bei den Parlamentswahlen am 12. Dezember 1989 gewählte Nationalversammlung wurde im August 1991 von der Nationalkonferenz aufgelöst und durch ein Übergangsparlament, den Hohen Rat der Republik, ersetzt. Die Nationalkonferenz, die von Juli bis November 1991 tagte, war ein Gremium aus diversen politischen und gesellschaftlichen Gruppierungen des Landes, das es sich zur Aufgabe gemacht hatte, eine neue Verfassung auszuarbeiten und das seit 1989 bestehende Einparteiensystem der Nationalen Bewegung der Entwicklungsgesellschaft (MNSD-Nassara) durch ein Mehrparteiensystem zu ersetzen.
Die Parlamentswahlen waren ursprünglich für den 19. Dezember 1992 angesetzt, wurden jedoch mehrmals verschoben, bis bei der Volksabstimmung am 26. Dezember 1992 die Verfassung der Dritten Republik angenommen wurde. Während der Wahlen wurde Niger von Arbeiter- und Soldatenunruhen vor dem Hintergrund einer maroden Wirtschaft und von einer Tuareg-Rebellion erschüttert. Die Tuareg-Rebellion machte es den Wahlwerbern unmöglich, im Norden des Landes Wahlkampagnen durchzuführen. Für die Parlamentssitze bewarben sich rund 600 Kandidaten von zwölf der 16 kürzlich legalisierten politischen Parteien Nigers, darunter die ehemalige Einheitspartei der Zweiten Republik (1989–1993), der MNSD-Nassara, und die neugegründete ehemalige Einheitspartei der Ersten Republik (1960–1974), der PPN-RDA. Alle wahlwerbenden Parteien erhielten Sendezeit in der staatlichen Radio- und Fernsehanstalt ORTN.

## Ergebnisse
Von 3.995.751 registrierten Wählern gingen 1.307.682 zu den Urnen. Dies entspricht einer Wahlbeteiligung von 32,7 %. Von den abgegebenen Stimmzetteln wurden 1.252.257 (95,8 %) als gültig und 55.425 (4,2 %) als ungültig gewertet.
| Partei                                                                  | Stimmenanzahl | Stimmenanteil | Sitze |
| ----------------------------------------------------------------------- | ------------- | ------------- | ----- |
| Nationale Bewegung der Entwicklungsgesellschaft (MNSD-Nassara)          | 383.758       | 30,7 %        | 29    |
| Demokratische und soziale Versammlung (CDS-Rahama)                      | 341.576       | 27,3 %        | 22    |
| Nigrische Partei für Demokratie und Sozialismus (PNDS-Tarayya)          | 183.085       | 14,6 %        | 13    |
| Nigrische Allianz für Demokratie und Fortschritt (ANDP-Zaman Lahiya)    | 191.112       | 15,3 %        | 11    |
| Union der Volkskräfte für Demokratie und Fortschritt (UDFP-Sawaba)      | 39.270        | 3,1 %         | 2     |
| Union der demokratischen und fortschrittlichen Patrioten (UPDP-Chamoua) | 36.189        | 2,9 %         | 2     |
| Nigrische Fortschrittspartei (PPN-RDA)                                  | 32.735        | 2,6 %         | 2     |
| Nigrische Sozialdemokratische Partei (PSDN-Alhéri)                      | 18.604        | 1,5 %         | 1     |
| Union für Demokratie und sozialen Fortschritt (UDPS-Amana)              | 463           | < 0,1 %       | 1     |
| andere                                                                  | 22.564        | 1,8 %         | –     |
| Gesamt                                                                  | 1.252.257     | 100 %         | 83    |

Die Sitzverteilung in der Nationalversammlung erfolgte anhand der Einzelergebnisse in den Wahlbezirken und Sonderwahlbezirken. Die Wahlbezirke Agadez und Diffa wählten jeweils vier Abgeordnete, Dosso zehn, Maradi, Tahoua und Tillabéri jeweils 13, Zinder 14 und Niamey vier. Zusätzlich jeweils ein Abgeordneter wurde in den Sonderwahlbezirken Banibangou, Bankilaré, Bermo, Bilma, N’Gourti, Tassara, Tesker und Torodi gewählt. Dieses System erklärt, warum der UDPS-Amana mit landesweit nur 436 Stimmen der Einzug in die Nationalversammlung gelang: Die Partei erhielt das Mandat des Sonderwahlbezirks Bermo, mit einer relativen Mehrheit von 436 der 1051 dort abgegebenen Stimmen.
Der Oberste Gerichtshof erklärte das ursprünglich ermittelte Wahlergebnis des Sonderwahlbezirks Tesker für ungültig. Das (in der Tabelle oben berücksichtigte) Ergebnis der Neuauszählung in Tesker – ein weiterer Sitz für den PNDS-Tarayya – wurde am 11. April 1993 veröffentlicht.

## Folgen
Aus den Präsidentschaftswahlen am 27. Februar und 27. März 1993 ging Mahamane Ousmane (CDS-Rahama) als Wahlsieger hervor. Am 10. April 1993 wurde Adamou Moumouni Djermakoye (ANDP-Zaman Lahiya) zum Präsidenten der Nationalversammlung gewählt. Die Neun-Parteien-Koalition Allianz der Kräfte des Wandels, der die Parlamentsparteien ANDP-Zaman Lahiya, CDS-Rahama, PNDS-Tarayya, PSDN-Alhéri und UDPS-Amana angehörten, zielte auf ein Brechen der Macht der ehemaligen Einheitspartei MNSD-Nassara. Der MNSD-Nassara wies in der Nationalversammlung zwar mit 29 mehr Abgeordnete als jede andere Partei auf, die Allianz der Kräfte des Wandels konnte jedoch 50 Abgeordnete und damit die absolute Mehrheit stellen. Staatspräsident Mahamane Ousmane (CDS-Rahama) ernannte am 17. April 1993 Mahamadou Issoufou (PNDS-Tarayya) zum Premierminister, der sein Kabinett aus Ministern der Allianz der Kräfte des Wandels sechs Tage später vorstellte.